# برو گوآ رفته
برو گوآ رفته (به انگلیسی: Go Goa Gone) فیلمی محصول سال ۲۰۱۳ و به کارگردانی راج نیدمورو است. در این فیلم بازیگرانی همچون سیف علی خان، کونال خمو، ویر داس، آناند تیواری، پوجا گوپتا، لاریسا بونسی، سوها علی خان ایفای نقش کرده‌اند.